# Phalacrachena
Phalacrachena Iljin, 1936 è un genere di piante angiosperme dicotiledoni della famiglia delle Asteraceae.

## Descrizione
Le specie di questo genere sono piante erbacee annuali o perenni, prive di spine e provviste di ghiandole.
Le foglie lungo il caule sono disposte in modo alterno; hanno una lamina minutamente denticolata, cartilaginosa sui margini e sulle venature.
Le infiorescenze si compongono di capolini eterogami terminali, solitari o aggregati in lassi corimbi. I capolini sono formati da un involucro a forma da cilindrica a ovoidale composto da brattee (o squame) all'interno del quale un ricettacolo fa da base ai fiori tutti tubulosi. Le brattee dell'involucro, disposte su più serie in modo embricato, sono membranose e venate con larghe appendici decorrenti, pettinato-fimbriate mai spinose. Il ricettacolo normalmente è sericeo.
I fiori sono tutti del tipo tubuloso. I fiori sono tetra-ciclici (ossia sono presenti 4 verticilli: calice – corolla – androceo – gineceo) e pentameri (ogni verticillo ha 5 elementi). I fiori in genere sono ermafroditi e actinomorfi. I fiori tubolosi periferici sono lungamente radiati con corolle a stretti lobi; sono sterili e staminoidi.
- Formula fiorale:

- /x K {\displaystyle \infty }, [C (5), A (5)], G 2 (infero), achenio

- Calice: i sepali del calice sono ridotti ad una coroncina di squame.
- Corolla: la corolla in genere è colorata di blu o violetto, raramente giallo o altri colori. Talvolta è sparsamente villosa e ghiandolosa.
- Androceo: gli stami sono 5 con filamenti liberi, glabri e papillosi, mentre le antere sono saldate in un manicotto (o tubo) circondante lo stilo.[9]
- Gineceo: lo stilo è filiforme; gli stigmi dello stilo sono due divergenti. L'ovario è infero uniloculare formato da 2 carpelli.

Il frutto è un achenio con pappo. Gli acheni, con forme obovoidi e lateralmente compressi, sono marcatamente asimmetrici, sono glabri o raramente pelosi. Il pericarpo dell'achenio è sclerificato; alla sommità l'achenio è provvisto di una piastra dritta. Il pappo, deciduo, è inserito in un anello parenchimatico sulla piastra apicale. L'ilo è basale.

## Biologia
- Impollinazione: l'impollinazione avviene tramite insetti (impollinazione entomogama).
- Riproduzione: la fecondazione avviene fondamentalmente tramite l'impollinazione dei fiori (vedi sopra).
- Dispersione: i semi cadendo a terra (dopo essere stati trasportati per alcuni metri dal vento per merito del pappo – disseminazione anemocora) sono successivamente dispersi soprattutto da insetti tipo formiche (disseminazione mirmecoria).

## Distribuzione
Le specie di questo genere si trovano in Europa orientale e in Asia (dalla Mongolia al Caucaso).

## Tassonomia
La famiglia di appartenenza di questa voce (Asteraceae o Compositae, nomen conservandum) probabilmente originaria del Sud America, è la più numerosa del mondo vegetale, comprende oltre 23.000 specie distribuite su 1.535 generi, oppure 22.750 specie e 1.530 generi secondo altre fonti (una delle checklist più aggiornata elenca fino a 1.679 generi). La famiglia attualmente (2021) è divisa in 16 sottofamiglie.
La tribù Cardueae a sua volta è suddivisa in 12 sottotribù (la sottotribù Centaureinae è una di queste).

### Filogenesi
La classificazione della sottotribù Centaureinae rimane ancora problematica e piena di incertezze. Nell'ambito della sottotribù questo genere fa parte del gruppo tassonomico informale denominato "Plectocephalus Group". Il gruppo, composto dai generi  Cheirolophus Cass., Crupina (Pers.) DC., Phalacrachena Iljin, Plectocephalus D. Don, Rhaponticoides Vaill., Schischkinia Iljin e Stizolophus Cass. è posizionato, da un punto di vista filogenetico, nella zona centrale delle Centaureinae e, in base alle attuali conoscenze, non si tratta di un clade monofiletico. In precedenti studi il gruppo "Plectocephalus" (chiamato con un nome diverso: "Basal Grade" o "Basal Genera") occupava una posizione più "basale". Le specie di questo genere in passato erano descritte all'interno del genere Plectocephalus. Nelle ultime ricerche (2019) di tipo filogenetico questo genere è vicino al genere Crupina.

### Elenco delle specie
Il genere comprende le seguenti 2 specie:
- Phalacrachena calva (Ledeb.) Iljin, 1937 - Distribuzione: dalla Mongolia al Caucaso.
- Phalacrachena inuloides  (Fisch.) Iljin, 1936 - Distribuzione: dall'Europa orientale al Caucaso.